# Ridgeia piscesae
Ridgeia piscesae är en ringmaskart som beskrevs av Jones 1985. Ridgeia piscesae ingår i släktet Ridgeia och familjen skäggmaskar. Inga underarter finns listade i Catalogue of Life.